# Stiftsjungfru
Stiftsjungfru eller stiftsfröken är en kvinnlig ogift dotter till en adelsman som är inskriven vid ett jungfrustift.
Som stiftsjungfru har man rätt att bära ett stiftskors. Det bärs på bröstet i en rosett av vitt band med ljusblå kanter.

## Jungfrustift i Sverige
- 1739–: Norrköpings adliga jungfrustift
- 1783–1796: Vadstena adliga jungfrustift